# Cire du Japon
La cire du Japon est une graisse dérivée des baies de certains sumacs (comme Toxicodendron vernicifluum) natif du Japon et de la Chine cultivé pour sa cire. La cire du Japon est composée de triglycérides, principalement de la tripalmitine. Les marchés principaux incluent la formulation de bougies, vernis, lubrifiants, et additifs pour les résines thermoplastiques. Le produit a quelques applications dans l'industrie alimentaire.